# فیتیله و ماه‌پیشونی
فیتیله و ماه پیشونی فیلمی به کارگردانی آرش معیریان و نویسندگی مهرنوش الفتی ساختهٔ سال ۱۳۹۰ است.

## خلاصه داستان
«ستاره کهکشانی» که مربی مهدکودک است، برای شاگردانش داستان «ماه‌پیشونی» را که داستان دختری مهربان است، تعریف می‌کند. ماه‌پیشونی به همه عشق می‌ورزد و توسط «مادرحوض» که زنی بدجنس است، دزدیده شده‌است. ستاره کهکشانی این داستان را تعریف می‌کند تا آنها مهر و محبت‌کردن را از او یاد بگیرند؛ اما بچه‌ها فکر میکنند داستان ماه‌پیشونی واقعی است و زمانی‌که «فیتیله‌ای‌ها» برای اجرای نمایش به مهد میروند، بچه‌ها از آنها کمک میخواهند تا دزد ماه‌پیشونی را پیدا کنند. بعد از خروج فیتیله‌ای‌ها از مهدکودک، آنها مردی را میبینند که درحال بچه‌دزدی است. آنها با وجود گرفتاری‌هایی که در زندگیشان دارند، به‌دنبال آن مرد می‌روند و بعد از تعقیب وارد دنیای قصه ماه‌پیشونی میشوند. مادرحوض که زنی بدجنس و ظالم است، به‌خاطر مشکلات زیادی که در گذشته‌اش داشته، به فردی ظالم تبدیل شده‌است و تصمیم دارد ماه‌پیشونی را در حوض غرق کند. فیتیله‌ای‌ها با کمک «خاله‌نبات» که زنی مهربان است، موفق میشوند مادرحوض را از غرق‌کردن ماه‌پیشونی در حوض منصرف کنند و باعث بشوند که خشم و ناراحتی‌های او از بین برود و محبت و عشق جایش را بگیرد.

## بازیگران
- حمید گلی
- علی فروتن
- محمد مسلمی
- نیوشا ضیغمی
- احمد نجفی
- سیروس گرجستانی
- چنگیز جلیلوند
- اصغر سمسارزاده
- یوسف صیادی
- حلیمه سعیدی
- احمد ایراندوست
- گیتی ساعتچی
- مهرنوش الفتی
- ملیکا شعبان